# Pourquoi pas ? (roman)
Pour les articles homonymes, voir Pourquoi pas.
Pourquoi pas ? est le premier roman écrit par David Nicholls. Il a été publié en 2003 en anglais sous le titre Starter for ten. Il sort en français aux éditions Belfond en 2012, avec une traduction de Michèle Lévy-Bram. C'est le second roman de l'auteur sorti en langue française.

## Résumé
L'histoire se déroule à Bristol, en 1985. Brian Jackson, jeune boutonneux fan de Kate Bush, rêvait de l'université. Il s'imaginait un endroit où il pourrait briller en étudiant la littérature anglaise et faire craquer toutes les filles. Cependant, entre le rêve et la réalité, il y a une grande différence. Il se retrouve sans un sou en poche et n'a pas le succès espéré.  Il se lie tout de même d'amitié avec Rebecca, la punk marxiste. Mais Brian à un talent : La culture générale. Il est un grand fan du quiz télévisé "University challenge" qu'il avait pour habitude de regarder avec son défunt père. Il est pris in extremis dans l'équipe participant au quiz. Il va alors tout faire pour gagner le quiz et séduire la belle, riche et populaire Alice.

## Retours des médias
« Humour british décapant, léger et grave, c’est là le charme fou du roman de David Nicholls qui raconte une fin d’adolescence, où des rêves plus grands que le monde finissent par exploser sur l’impénétrable réalité. » Paris Match
« Un joli roman dans lequel toutes ses qualités - l'humour, la sensibilité, l'autodérision, des dialogues millimétrés - s'expriment de nouveau ! » Culture Box, France Tv info
« Pourquoi pas ? n’a rien à envier à One day, le roman qui a fait le succès de David Nicholls. » RTBF
« Un roman sympathique, dynamique, drôle, très dialogué, retraçant la post-adolescence des quinquas actuels. » Le soir

## Éditions en français
- Belfond, 2012, trad. Michèle Lévy-Barm  (ISBN 2714451241)
- 10/18, 2013  (ISBN 2264060026)

## Adaptation au cinéma
Le roman a été adapté au cinéma en 2006 par Tom Vaughan, sous le titre Starter for 10. 